# Békás-szoros-Nagyhagymás Nemzeti Park
A Békás-szoros-Nagyhagymás Nemzeti Park (románul: Parcul Național Cheile Bicazului-Hășmaș) egy romániai nemzeti park a Keleti-Kárpátokban.

## Földrajza és védettsége
Nagyobb része Hargita, kisebb része Neamț megyében található, Székelyföld egyetlen nemzeti parkja. Területe 657,5 km². A legnépszerűbb látnivalók a Békás-szoros és a Gyilkos-tó, mindkettő megközelíthető a DN12C főúton Gyergyószentmiklós vagy Békás felől.
A nemzeti parkot 1990-ben létesítették. Védettségét tekintve területét két részre lehet felosztani: a park 78%-a fokozottan védett terület, míg 22%-a védett terület. Földrajzilag öt területre oszlik:
| # | Megnevezés                                 | A természetvédelmi terület jellege | Terület (hektár) |
| - | ------------------------------------------ | ---------------------------------- | ---------------- |
| 1 | Békás-szoros, Kis-Békás-szoros, Gyilkos-tó | komplex                            | 2128             |
| 2 | Nagy-Hagymás, Egyes-kő, Öcsém              | komplex                            | 500              |
| 3 | Munticel-mészkőgerinc és a Hóvirág-barlang | komplex                            | 90               |
| 4 | Likas-zsomboly                             | barlangászati                      | 0,5              |
| 5 | Tósarki-barlang                            | barlangászati                      | 0,5              |

## Élővilága
A Hagymás-hegység különböző geológiai, geomorfológiai, talajtani, valamint klimatikus tényezői lehetővé tették egy igen változatos növény- és állatvilág kialakulását a területen.
A védett park területén végzett kutatások eredményei alapján a parkban 1147 felsőbbrendű növényfaj található meg, melyből 29 hibrid és 99 alfaj.  A nemzeti park területének legnagyobb részét lucfenyőerdők borítják, ennek ellenére a környéken megtalálhatóak az elegyes állományú erdők, szubalpesi legelők és kaszálók, valamint fajgazdag, ritka és bennszülött növényfajokkal borított mészkősziklák. A park endemikus növénnyel is rendelkezik, a békási csűdfűvel (Astragalus pseudopurpureus), mely csak itt található meg a világon. Továbbá számos ritka és védett növényfaj is megtalálható itt, úgymint a nehézszagú boróka (Juniperus sabina), a Zawadzki-mécsvirág (Silene zawadzkii), az erdei berkipimpó (Waldsteinia geoides Willd.),  a henye boroszlán (Daphne cneorum), a közönséges tiszafa (Taxus baccata), a Boldogasszony papucsa (Cypripedium calceolus), a havasi gyopár (Leontopodium alpinum) vagy a Piros sötétkosbor (Nigritella rubra).
Állatvilága is igen gazdag fajokban. A lepkék közül él itt Apolló-lepke (Parnassius apollo) és C-betűs lepke (Polygonia c-album); a hüllők és kétéltűek közül megtalálható a sárgahasú unka (Bombina variegata), a tavi béka (Rana ridibunda), az alpesi gőte (Triturus alpestris), a kárpáti gőte (Triturus montandoni), a tarajos gőte (Triturus cristatus), a foltos szalamandra (Salamandra salamandra), a barna varangy (Bufo bufo), a gyepi béka (Rana temporaria), az elevenszülő gyík (Lacerta vivipara), a keresztes vipera (Vipera berus) és a rézsikló (Coronella austriaca). A madarak közül képviselteti magát a hajnalmadár (Tichodroma muraria), a háromujjú hőcsik (Picoides tridactylus), a bajszos sármány (Emberiza cia), a holló (Corvus corax), a siketfajd (Tetrao urogallus), az uráli bagoly (Strix uralensis), a szirti sas (Aquila chrysaetos) és a nagy termetű emlősök közül itt is látható a gímszarvas (Cervus elaphus), a zerge (Rupicapra rupicapra), a barna medve (Ursus arctos) és a farkas (Canis lupus), de található itt eurázsiai hiúz (Lynx lynx) is.